# Mario Espartero
Mario Espartero est un ancien footballeur français professionnel né le 17 janvier 1978 à Fréjus. Il évoluait au poste de milieu de terrain défensif.

## Biographie
En novembre 2008, il effectue un essai au Nîmes Olympique alors en Ligue 2 mais n'est pas retenu. Finalement il s'engage avec le SO Romorantin, en janvier 2009.
Au total, Mario Espartero dispute 22 matchs en Ligue 1, 61 matchs en Ligue 2, 51 matchs en 1re division belge et 3 matchs en 1re division anglaise.

## Carrière
- 1997 - 2000 :  CS Louhans-Cuiseaux
- 2000 - fév. 2002 :  FC Metz
- fév. 2002 - 2002 :  Bolton Wanderers
- 2002 - 2004 :  FC Metz
- 2004 - 2005 :  RAA La Louvière
- 2005 - 2006 :  FC Brussels
- janv. 2009 - 2009 :  SO Romorantin[3]

## Palmarès
- National :
  - Champion : 1999.